# Elateropsis ebeninus
Elateropsis ebeninus là một loài bọ cánh cứng trong họ Cerambycidae.